# 红色法西斯主义

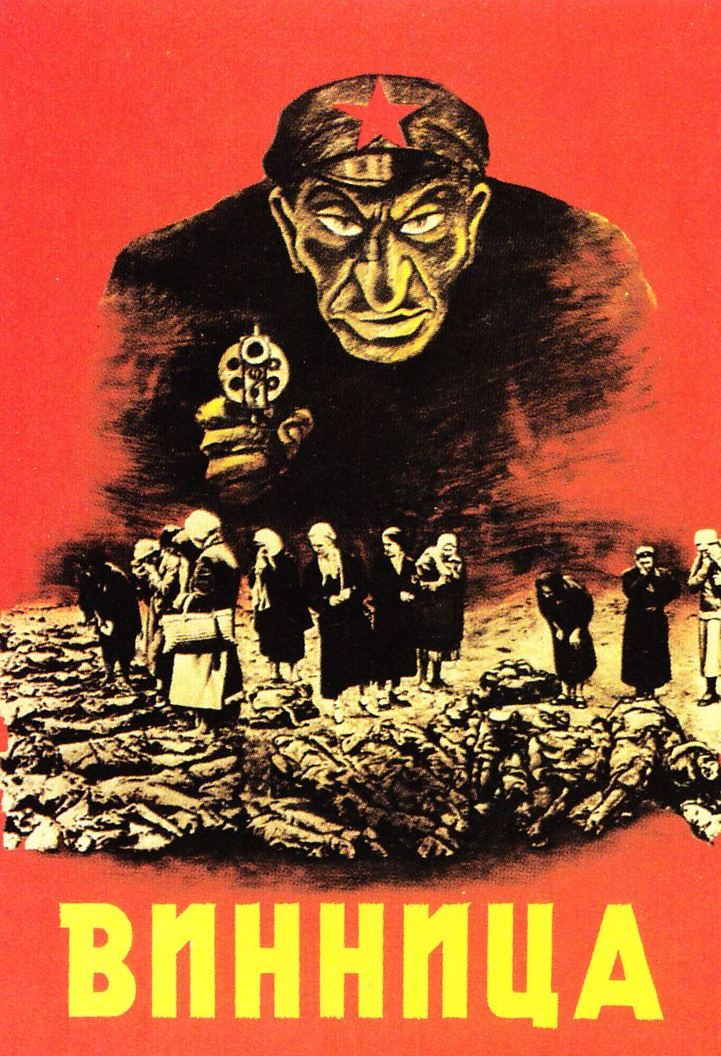
德国政治宣传海报中有关苏联共产主义的描绘（1943年）

红色法西斯主义，又被稱為共產法西斯主義，是指某些共产主义政权与法西斯主义國家在人民眼中存在相似之处的看法，或者認為法西斯主義國家的特點跟某些共產國家的政策、政治體制、国体十分相似。

## 在二十世紀中葉對該詞的使用
贝尼托·墨索里尼明确评论史達林主义把苏联布尔什维主义转变为斯拉夫法西斯主义。即使意识型态各异，阿道夫·希特勒曾赞赏史達林和他的政策并相信史達林努力把苏联國有社會主義转变为国家社会主义的一种形式。许多左派人士对苏联日渐感到失望并疏远，並且将其視为僵化的威权主义。德国的左翼共产主义者奥托·吕尔曾經表示“反抗法西斯主义须从反抗布尔什维克主义开始”，警告列宁主义国家在法西斯主义国家被当作模范一事會帶來的潜在影响。
在《紐約時報》於1939年9月18日所發表的一篇社論中，作者宣稱：「希特勒主義是棕色共產主義，史達林主義是紅色法西斯主義。」 
然而也有部分人表示兩者雖在政治上擁有不同的意識型態立場，但本質都具有高度中央集权的權威主義和黨國體制，並且擬定政策或施政過程都是屬於獨裁政體，但除此之外卻又有相似共同特徵，例如：「對他國具有政治目標的意識形態滲透或煽動」、「以他國或政權的中基層人民困苦處境或社會負面效應進行持續性输出革命的宣傳打擊民心，並且製造對己方有利局勢」、「人民沒有投票權無法進行選舉」、「不接受外來意識形態和普世價值與非主流意見，進而對新聞媒體建立封閉性审查制度、派遣網軍、公眾人物、媒體進行輿論宣傳和對外來新聞監督管理，並且打壓言論自由」、利用政治正確的輿論觀點進行大幅度宣揚「愛國主義或民族主義、权威主义、领导核心、黨國方針、黨內理念與思想和支持收復領土主義」等，企圖達到政治宣传目的後，再利用中央政府機構的秘密警察和特務，亦是民間如红卫兵、民兵、駭客、政權支持者等身分，對平民和反對者實施騷擾、批鬥、監視、被迫失蹤、勞改奴役、私刑、判刑、死刑與暗杀，然後利用黨內政治思想對少數族群或反對派文化、傳統、語言、宗教、人口等方面，進行一系列排斥或打壓，甚至是進行破壞和消滅，最後在利用政治宣传大幅度宣揚符合黨內利益的思想和人口較多的民族文化……等等的共同特徵，甚至共產主義政權也會像法西斯主义政權一樣，對特定族群或反對派進行屠殺、政治迫害、武力鎮壓，以及集中式管理，此舉又稱為共产主义政权下的大屠杀或共產主義政權下的反人類罪行，因此更有一部分反共主義者，如保加利亞前總統哲列夫認為，共產法西斯主義的定義當中，是共產主義在特定層次上，早已到達共產恐怖主義或超越法西斯主義與納粹主義的危害程度。

## 爭議
红色法西斯主义通常會被用作描述史達林主义的贬义词。然而史達林主义与法西斯主义政府在意識形態上的相似之处已经被人所注意。 麥可·蓋耶（Michael Geyer）和希拉·菲茨帕特里克在《极权主义之外：史達林主义与纳粹主义之間的比较》（Beyond Totalitarianism: Stalinism and Nazism Compared）中提及史達林主义与纳粹主义在意识形态层面上十分相似 。
有关“红色法西斯主义”的问题很大程度上起源于对无产阶级专政和民主集中制概念，这在俄罗斯发展出来了非常字面化的方式，是从对无产阶级专政的方面。对苏维埃政权的分析认为其从一开始就是高度威权主义施政，作为对布尔什维主义本质的继承；也有部分專家的观点认为馬克思的觀點和列宁心理本质明显不是為了追求权力，所以苏联和其他共产政权不能被单一定義视为“红色法西斯主义”，因为他们的意識形態与被稱為獨裁者的墨索里尼和希特勒的法西斯主义和納粹主義有不同的意識分歧，尽管事实上在个人对国家的从属关系上面出现了相似之处。

## 在當代對該詞的使用
法國哲學家和記者伯纳德-亨利·列维使用「赤色法西斯主義」一詞來論證一些歐洲大陸知識份子已經沉迷於反啟蒙思想並接受了一種新的專制主義式的意識型態，以及反自由主義、反美、反帝國主義、反猶太主義和親伊斯蘭法西斯主義。
一些反對中共統治的人士經常把中華人民共和國比作納粹德國，他們使用「赤納粹」一詞，意思上與「紅色法西斯主義」一詞相近。「法西斯中共」、「納粹共匪」、「法西斯中國」、「納粹中共」、「納粹中國」等詞也經常被使用。

## 另見
- 纳粹主义与史達林主义的比较
- 法西斯 (貶稱)
- 馬克思列寧主義
- 民族布爾什維克主義
- 封建法西斯主義
- 社會法西斯主義
- 坦克黨
- 第二次世界大战
- 冷战
- 共产党大屠杀遇难者纪念日
- 反共大屠杀
- 共產主義政權下的大屠殺